# Pomorzany (jezioro)
Pomorzany – jezioro w Polsce, w województwie wielkopolskim, w powiecie gnieźnieńskim, w gminie Kłecko, na Pojezierzu Gnieźnieńskim. Przy północnym brzegu leży wieś Pomarzany.

## Dane morfometryczne
Zwierciadło wody położone jest na wysokości 108,8 metrów n. p. m. Powierzchnia zwierciadła wody wynosi 1,5 ha.